# 裕瑞
裕瑞（1771年5月19日—1838年6月8日），字思元，爱新觉罗氏，清初第一代和硕豫亲王多铎五世孙，和硕豫良亲王修龄次子，母嫡福晋富察氏，外祖父是承恩公傅文。
1795年封为不入八分辅国公，任散秩大臣、镶白旗蒙古副都统。1800年受命管理火器营事务，1803年调镶红旗满洲副都统，1805年署正黄旗护军统领。1809年，因故被革去了一切官职。1811年，又任散秩大臣、正黄旗汉军副都统。1812年，又管理正白旗护军统领。1813年又因故被革去不入八分辅国公，改赏四品顶戴，任宗人府七品笔帖式，但同年十月又对手下人跟从天理教作乱之事失察而被革职，迁往盛京兼管宗室事务。1814年，裕瑞又被揭发买有夫之妇为妾，被就地永久圈禁，派弁兵看守。兵部尚书和宁亦因失察裕瑞此罪，降盛京副都统。
裕瑞的嫡妻博尔济吉特氏是都统存泰之女，妾章氏是章明之女。裕瑞的兄弟裕丰、裕兴先后承袭豫亲王的爵位，但都获罪被革爵，最后由五弟裕全袭爵。
裕瑞工诗善画，通西番语，曾画鹦鹉地图即西洋地球图。又因佛经自唐时流入西藏，近日佛藏版本单一无可校对，于是取唐古特字译校，修复了唐朝佛经旧本共数百卷。著有《思元斋集》。裕瑞的先辈姻亲还是曹雪芹的好友，从长辈那里了解一些关于曹氏和《红楼梦》创作的情况。裕瑞著有《枣窗闲笔》，是最早的研究《红楼梦》的著作之一。

## 史料记载
- 黃一農：〈裕瑞《棗窗閒筆》新探〉。